# EU Voice
EU Voice (en català: la Veu de la UE) va ser una xarxa social de microblogging de la Unió Europea que va pilotar-se entre el 2022 i el 2024 amb gestió directa del Directorat General de Serveis Digitals i el Supervisor Europeu de Protecció de Dades (SEPD) com una alternativa de la UE a X (anteriorment anomenada Twitter).
El 18 de maig de 2024 la UE va decidir clausurar-la, segons paraules del titular del SEPD Wojciech Wiewiórowski, per "no haver aconseguit una nova propietat per mantenir els servidors i mantenir les operacions amb els alts estàndards que mereixen les IUE [institucions de la UE] i els nostres usuaris" i encoratjava a la migració dels comptes cap serveis descentralitzats del Fedivers, com Mastodon.